# Rio Grande Pyramid
Rio Grande Pyramid je hora v Hinsdale County, na jihozápadě Colorada. Leží v jižní části pohoří San Juan Mountains, 9 kilometrů jižně a jihozápadně od řeky Rio Grande, v národním lese San Juan National Forest. S nadmořskou výškou 4 215 metrů náleží Rio Grande Pyramid do první třicítky nejvyšších hor Colorada s prominencí vyšší než 500 metrů.